# Lasioglossum soror
Lasioglossum soror är en biart som först beskrevs av Saunders 1901.  Lasioglossum soror ingår i släktet smalbin, och familjen vägbin. Inga underarter finns listade i Catalogue of Life.